# Хор Намхонг
Хор Намхонг (кхмер. ហោ ណាំហុង; род. 15 ноября 1935, Пномпень) — камбоджийский государственный и политический деятель, дипломат, с 30 ноября 1998 года — министр иностранных дел Камбоджи (ранее занимал эту же должность в 1990—1993 гг), действующий заместитель премьер-министра Камбоджи (2004). Член правящей Народной партии.

## Биография
Родился 15 ноября 1935 года в Пномпене, учился в Королевской школе администрации (ERA). Получил степень магистра права в Парижском университете, а также Европейского института международных отношений (Франция). В 1967—1973 являлся сотрудником камбоджийской дипмиссии в Париже (c 1970 года функционировала как правительство в изгнании), в 1973—1975 гг. — посол Камбоджи в Республике Куба.
По собственным утверждениям во время правления «красных кхмеров» 1975—1979 гг. находился в плену в лагере Боенг Трабек. Однако имеются сведения, что в этот период Хор Намхонг активно сотрудничал со своими похитителями и причастен ко множеству преступлений полпотовцев. Сам политик эти обвинения категорически отвергает и утверждает, что непричастен к преступлениям совершенных во время геноцида в Камбодже. Свою позицию Хор Намхонг неоднократно отстаивал в суде, обвиняя своих оппонентов в клевете, однако в апреле 2011 года Верховный суд Франции отказал ему в удовлетворении иска.
Крупный скандал с участием должностных лиц США вызвали материалы, опубликованные в июле 2011 года на сайте WikiLeaks. В них со ссылкой на неназванный источник в дипломатических кругах Камбоджи утверждалось, Хор Намхонг не только сотрудничал со своими похитителями, но и сам являлся фигурирует как начальник лагеря Боенг Трабек, а он сам и его жена причастны к убийствам множества заключенных этого лагеря.
Спустя год после падения режима «красных кхмеров» Хор Намхонг занял должность заместителя министра иностранных дел в правительстве Народной республики Кампучия (НРК). В 1982—1989 гг. — посол Камбоджи в СССР. В 1989 году вернулся в Камбоджу, а в следующем году был назначен в министром иностранных дел, с 1991 года — член Высшего национального совета (парламента) Камбоджи. В период 1987—1991 гг. Хор Намхонг являлся ключевой фигурой в переговорах по урегулированию камбоджийского конфликта. В октябре 1991 года стал из политиков, подписавших Парижские соглашения.
В 1993 году вернулся в дипломатической работе, снова возглавив посольство Камбоджи во Франции. В 1998 году вернулся в правительство как министр иностранных дел и международного сотрудничества. В том же году стал членом Национального собрания Камбоджи. Начиная с 2004 года одновременно занимает должность заместителя премьер-министра Камбоджи — Хун Сена.

## Личная жизнь
Женат, имеет пятеро детей. Старший сын — Хор Сотхоун занимает должность постоянного секретаря при министерстве иностранных дел. Двое других сыновей работают в качестве послов Камбоджи в различных странах: Хор Намбора — в Великобритании, Хор Моринат — в Японии.

## Награды
- Гранд-офицер ордена Камбоджи
- Великий офицер ордена За заслуги
- Рыцарь Большого креста ордена Белого слона
- Орден Дружбы народов (1989 год)